# Hohenfelde (Schwedt/Oder)
Hohenfelde ist ein Dorf im Nordosten Deutschlands und gehört zur Stadt Schwedt/Oder im Landkreis Uckermark in Brandenburg.

## Geografie
Das Dorf mit 207 Einwohnern (Stand 31. Dezember 2021) auf einer Gemarkungsfläche von ca. 17 km² liegt am Rand einer Hochfläche nahe der Endmoräne, die sich nördlich der Welse entlangzieht und mit Höhen von 40 bis 50 Metern über dem Welsebruch ein markantes Relief bildet (Müllerberge). Auf diesem hier nach Südosten abfallenden Gelände wurde noch bis in das 19. Jahrhundert hinein Wein angebaut.

## Geschichte
Hohenfelde wurde 1564 erstmals in einem Brief des Kurfürsten Joachim an Maria von Honstein-Vierraden, geb. Gräfin zu Regenstein, urkundlich erwähnt. Von einem Dorf ist dabei noch nicht die Rede, sondern nur von einer Schäferei und einem Ackerhof des Hauses Vierraden auf dem „hohen Felde“.
Im Jahr 1602 gab es bereits „uf dem hohen Felde“ ein Vorwerk und die schon erwähnte Schäferei. Von einem Landreiter wurde 1608 überliefert, dass da selbst nur vier Kossäten angesessen seien, jedoch ein Vorwerk nebst Schäferei bestehe, welches dem Grafen zu Schwedt gehöre. Weiteren Berichten zufolge ließ Graf Martin von Hohnstein (1524–1609), Herrenmeister des Johanniterordens und letzter männlicher Vertreter des Geschlechts der Hohensteiner, die vier Kossätenhöfe bauen, um Arbeitskräfte für das auf 248 Morgen vergrößerte Vorwerk zu gewinnen. Die nächsten Höfe entstanden in unmittelbarer Nähe der alten Dorfeiche, wo sich noch heute die Höfe der vier alteingesessenen Bauern befinden. So entstand allmählich das Dorf Hohenfelde.
Der Dreißigjährige Krieg brachte für die Dorfbewohner großes Elend; viele wurden Opfer von Hunger und Seuchen. Ein Bericht aus dem Jahr 1653 nannte vier wüste Kossätenhöfe. 1696 waren diese vier Kossätenhöfe wieder bewohnt und das Dorf begann sich langsam von den Verwüstungen zu erholen.
Bis zum Ende des 18. Jahrhunderts erlebte Hohenfelde eine rasante Entwicklung, die auf einen hohen Bedarf an Arbeitskräften zurückzuführen war.
Für diese Zeit liegen folgende Daten vor:
- 4 Kossätenhöfe
- 7 Büdner* 12 Wohnhäuser
- 69 Einwohner
- 12 Feuerstellen[2]

1775 erwarb Markgraf Friedrich Wilhelm von Brandenburg-Schwedt den Ort. Hohenfelde gehörte von 1817 bis 1939 zum Kreis Randow der preußischen Provinz Pommern. Mit der Auflösung des Kreises Randow 1939 kam es zum Landkreis Greifenhagen. Die nördliche Gemarkungsgrenze Hohenfeldes war lange Zeit die Grenze zwischen Pommern und Brandenburg-Preußen.
Von 1950 bis 1993 war Hohenfelde eine Gemeinde des Kreises Angermünde im Bezirk Frankfurt (Oder). Seit dem 26. Oktober 2003 gehört der Ort zur Stadt Schwedt/Oder. und ist seitdem deren nördlichster Stadtteil. Zu Hohenfelde gehört auch der Wohnplatz Teerofenbrücke.

## Sehenswürdigkeiten

### Dorfkirche
Bei der Hohenfelder Dorfkirche handelt es sich um einen 14 m langen und 7 m breiten Ziegelbau mit einem kleinen Turm als Dachreiter auf dem Westgiebel. In der Kirche findet sich eine kleine Westempore, eine schlichte Kanzel und ein Altar mit dem Bildnis des gekreuzigten Christus, komplettiert von einer getäfelte Decke und Gedenktafeln des Erbauers und für die Gefallenen beider Weltkriege an beiden Seiten.

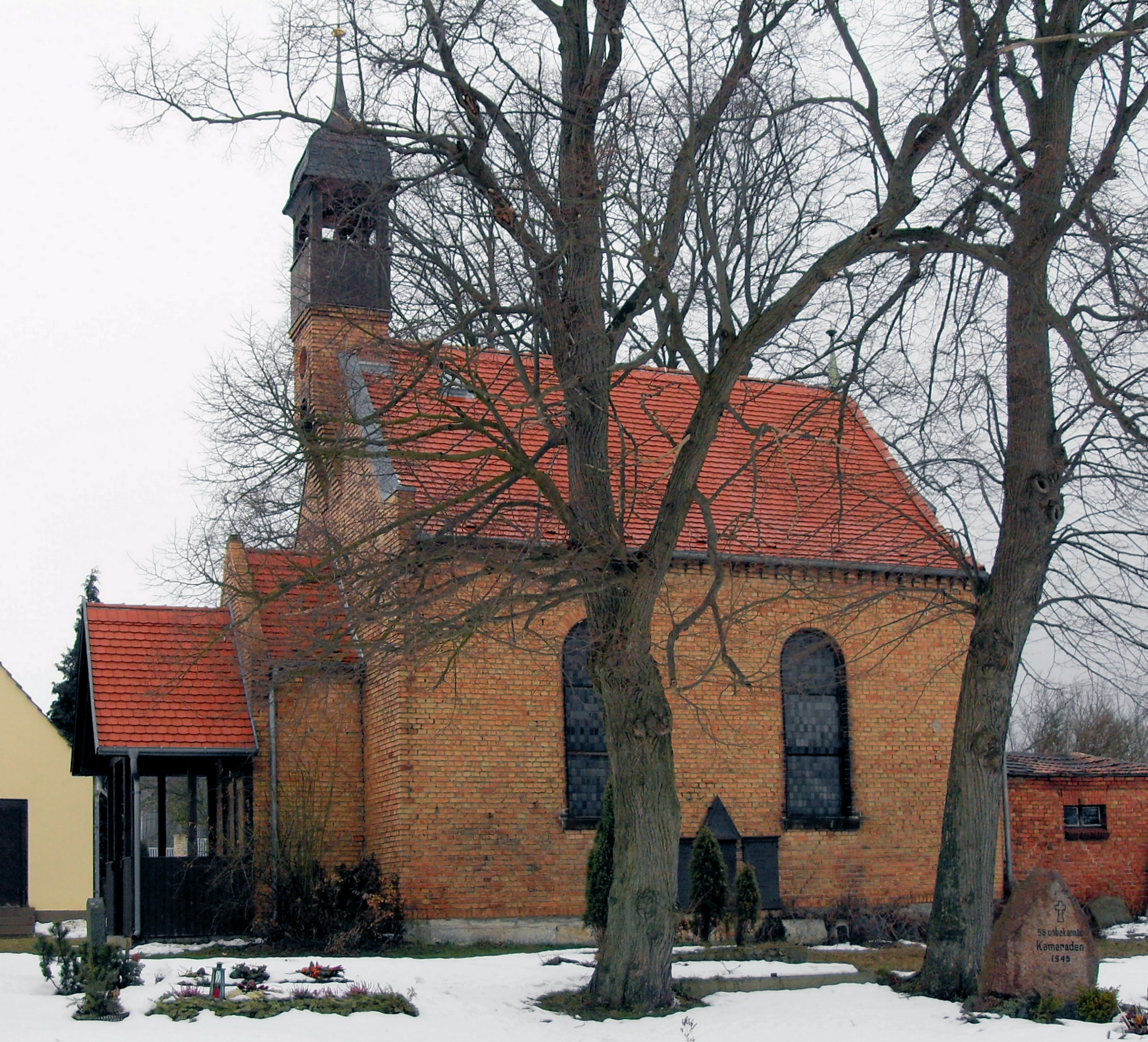
Dorfkirche Hohenfelde

Bis zum Beginn des 19. Jahrhunderts mussten die Hohenfelder den vier Kilometer weiten und besonders im Winter oft beschwerliche Weg zur Vierradener Kirche zurücklegen. Die anwachsende Bevölkerung ließ den Wunsch nach einer eigenen Kirche stärker werden, Der Bau des neuen Gotteshauses, das 1901 geweiht wurde, war der Tatkraft des damaligen Pfarrers Erxleben zu verdanken. Bei der Finanzierung des Kirchenbaues halfen viele Kirchengemeinden aus der Mark Brandenburg. Aus dieser Zeit stammt eine Ansichtskarte mit dem Bild der Kirche und einem Spendenaufruf, der wie folgt lautet:
„Gottes Gnade fügte Stein auf Stein,

Gottes Segen schuf das Kirchlein klein,

Gottes Kraft erhalt´und mehre,

Was erbaut zu Seiner Ehre!

Wer wird den letzten Sorgenstein zu heben,

Freiwillig noch ein Scherflein geben?”
Zu den Hauptspendern gehörten die Kaiserliche Hofkammer sowie der Besitzer des Gutes, Graf von Reedern. Der Amtmann Schönermark steuerte die vier bleiverglasten Fenster mit farbigen Darstellungen aus dem Neuen Testament bei. Sie wurden im Zweiten Weltkrieg zerstört. Ein Granateinschlag neben dem runden Chorfenster verursachte größeren Schaden und das Dach wurde an vielen Stellen durchlöchert. Die kleine Bronzeglocke im Kirchturm ist ebenfalls von einem Granatsplitter durchschlagen worden. Gemessen an den Verwüstungen in Schwedt und Vierraden kam die Hohenfelder Kirche aber noch recht glimpflich davon. Die Schäden wurden 1945 notdürftig repariert, die Fenster mit Pappe und Brettern abgedichtet. Anfang der 1950er Jahre wurde eine gründlichere Instandsetzung vorgenommen; dabei wurden auch die neuen Fenster eingesetzt.
Die Glocke trägt folgende Inschrift:
2. Chorinter 5, Vers 20, Lasset Euch versöhnen mit  Gott
A. D. 1866 gegossen von C. Voß in Stettin
Golgatha Capelle

## Belege
1. ↑  Stadt Schwedt/Oder - Pressestelle: Ortsteil Hohenfelde | Stadt Schwedt/Oder. 19. Dezember 2022, abgerufen am 30. Dezember 2022.
2. ↑  Geschichtsabriss Hohenfelde. Autor: Botho Milleville / 2008 redaktionell bearbeitet von Rita Feick. Abgerufen am 23. September 2012.
3. ↑  Statistisches Bundesamt (Hrsg.): Gemeinden 1994 und ihre Veränderungen seit 01.01.1948 in den neuen Ländern. Verlag Metzler-Poeschel, Stuttgart 1995, ISBN 3-8246-0321-7.